# Marie Demker
Eva Marie Bjereld Demker, född 26 augusti 1960 i Mölndals församling, Göteborgs och Bohus län, är professor i statsvetenskap vid Göteborgs universitet och samhällsdebattör. 2017-2022 var hon dekan vid Humanistiska fakulteten vid Göteborgs universitet.

## Biografi
Efter några års arbete på annonsbyrå och inom vården påbörjade Marie Demker studier vid Journalisthögskolan i Göteborg och tog journalistexamen 1984. Hon har arbetat som journalist på Aftonbladet, Göteborgs-Tidningen (GT), Skaraborgs Läns Tidning samt Tidningarnas Telegrambyrå (TT).
I slutet av 1980-talet återupptog Demker sina universitetsstudier och hon disputerade i statsvetenskap 1993 på doktorsavhandlingen I Nationens intresse? Gaullismens partiideologi 1947-1990. Hon blev docent i statsvetenskap 1996 och är sedan 2004 professor i statsvetenskap vid Göteborgs universitet. Demker har sedan doktorsavhandlingen författat flera böcker, se ett urval i bibliografi nedan.
Marie Demker har i sin forskning inriktat sig på komparativ politik och internationell politik samt vetenskapsfilosofiska och metodologiska frågor. Hennes aktuella forskning behandlar framväxten av nya politiska skiljelinjer i en globaliserad värld, nya partier, kriminalpolitikens individualisering samt svensk främlingsfientlighet. I huvudsak har hennes tidigare forskning behandlat politiska partier, utrikespolitiskt beslutsfattande samt individers och ideologiers betydelse i politiken och historien. Vid sidan av bokproduktionen har hon publicerat sig i ansedda internationella tidskrifter som Party Politics, Scandinavian Political Studies, International Review of Sociology, Cooperation & Conflict, Revue Internationale de Politique Comparée samt Punishment & Society.
Marie Demker har innehaft flera förtroendeuppdrag inom och utanför den akademiska världen. Hon har bland annat varit prodekan vid samhällsvetenskapliga fakulteten vid Göteborgs universitet (2012–2017), ledamot av Göteborgs universitets styrelse (2001–2003), ledamot av Vetenskapsrådet; Ämnesrådet för humaniora och samhällsvetenskap (2001–2006), ordförande för Ämnesrådets för Humaniora och Samhällsvetenskap inom Vetenskapsrådet beredningsgrupp för statsvetenskap samt journalistik och masskommunikation (2001–2006), medlem av HSFR:s/VR:s programgrupp för forskning om kommunistiska regimers brott mot mänskliga rättigheter (2000–2004), ordinarie ledamot för Sverige av Steering Comitte for Nordic Centres of Excellence (NOS) (2004–2005), vice ordförande i styrelsen för Nordic International Studies Association (NISA) (1996–1999), ledamot av Rådet för Teologiskt Forum (Svenska Kyrkan i Göteborgs stift & Göteborgs Kyrkliga samfällighet) (2005–2010), ledamot av styrelsen för Göteborgs Symfoniker AB (2007–2011), Frikyrkliga Forskningsrådet 2009–2011, ledamot av styrelsen för Teologiska Högskolan, Stockholm (2008–) samt Arena Idés vetenskapliga råd (2011–). Under perioden september 2007 till juni 2010 var Marie Demker gästprofessor i statsvetenskap vid Institutionen för samhällsvetenskap, Södertörns Högskola. Från och med april 2013 till och med utgången av 2016 var hon ledamot av Örebro universitets styrelse.

### Opinionsbildning och partitillhörighet
Sedan tidigt 1990-tal medverkar Marie Demker regelbundet i media som frilansskribent och som kommentator till aktuella politiska skeenden, däribland ämnesområdena religion och politik, nationalism och främlingsfientlighet, fransk politik, forskningspolitik samt jämställdhetsfrågor. Demker har även föreslagit att Sveriges nationaldag ska avskaffas. Hon var tidigare aktiv i Lottakåren, i Socialdemokraterna (1995) och i Vänsterpartiet (2008). Hon är kristen och aktiv i S:t Jakobs församling i Equmeniakyrkan.. Hon driver två bloggar: Vänstra stranden och Emmausvandrarna.

### Familj
Marie Demker är bosatt i Göteborg och gift med Ulf Bjereld, statsvetare och tidigare ordförande i Socialdemokrater för tro och solidaritet.